# Sierra de Huebras
La Sierra de Huebras sirve de divisoria de las provincias de Jaén y Albacete, dejando a un lado el cañón del Zumeta y al otro el valle de Huebras (tributario del río Taibilla), la vertiente noroccidental de la sierra forma parte del Parque natural de las Sierras de Cazorla, Segura y Las Villas. Pertenece por tanto a la Cordillera Subbética (Prebéticos), su máxima cota es el cerro Galocho de 1638 m s. n. m.
- Datos: Q5795321